# Jakob Sigle

Briefkopf der Schuhfabriken J. Sigle & Cie. AG, um 1917

Johann Jakob Sigle (* 1. November 1861 in Kornwestheim; † 5. Juli 1935 in Wiesbaden; Schreibweise des Vornamens teilweise auch „Jacob“) war ein deutscher Schuhmacher, auf dessen Werkstatt von 1895 in Kornwestheim die Entwicklung der Schuhproduktion von Salamanderschuhen nach 1905 zurückzuführen ist.

## Leben
Jakob Sigle kam als Sohn der Elisabeth Sigle, geb. Hammer (1837–1890), und des Johann Christoph Sigle (1832–1899) zur Welt. Sein jüngerer Bruder war Ernst Sigle.
Sigle machte zunächst eine Schuhmacherlehre in seiner Heimatstadt, um dann 1878 bis 1881 in Marbach am Neckar zu arbeiten. Während seiner Militärzeit in Ulm 1881 bis 1884 war er Kompanieschuster. Anschließend arbeitete er in Stuttgart, um sich dann ab 1885 in Kornwestheim mit seinem Meisterbetrieb selbständig zu machen; 1889 erfolgte mit seinem Bruder Christoph die Firmengründung „Gebrüder Sigle“. Ab 1891 übernahm der Stuttgarter Handelsvertreter Max Levi (1868–1925) den Vertrieb.
Bei seinen Reisen nach Amerika ab 1900 informierte sich Jakob Sigle und ergänzte das Wissen durch die in Deutschland begonnene Verbandsarbeit innerhalb der Schuhbranche über die Entwicklung der Schuh-Fabrikation. Als sich der Wechsel von der handwerklichen zur industriellen Produktion in den Fertigungsbereichen Kornwestheim etwas stabilisiert hatte, wurden die ersten Schuhmuster deutschlandweit an Ladenbesitzer geschickt. Davon erhielt im Sommer 1902 der Schuhladen von Rudolf Moos einige Exemplare. Die Geschäftsleute wurden sich daraufhin mit Moos einig und so konnten in dem am 20. Dezember 1903 in Berlin eröffneten „Salamander-Laden“ die ersten Herrenschuhe aus der Produktion von Jacob Sigle verkauft werden. Im Unternehmen der Gebrüder Sigle waren schon notwendige Schritte der gebotenen Arbeitsteilung getroffen. So trugen die beiden Brüder Sigle die Verantwortung für die Produktion, die kaufmännische Leitung des Unternehmens hatte Isidor Rothschild inne und Max Levy war für den Verkauf zuständig. Aus Anlass eines Besuches im Februar 1904 durch Moos in den Produktionsstätten von Kornwestheim wurden dann wichtige strategische Entscheidungen getroffen. Diese sahen vor, dass sich Jakob Sigle zukünftig um die Organisation und Vergrößerung der Schuhfabrik kümmert und für seinen bisherigen Arbeitsbereich wurde ein erfahrener Zuschnittmeister eingestellt. Dabei war das Ziel, vor allem den Absatz gezielt und deutschlandweit aufzubauen. Und mit diesem Schritt rückte die Notwendigkeit in das Bewusstsein der Schuhfabrikanten, auch den regionalen Mode- und Kaufgewohnheiten stärker Rechnung zu tragen. Im März 1905 hatten Rudolf Moos nach gemeinsamer Absprache in Berlin die „Salamander-Schuh GmbH“ gemeinsam mit Max Levi gegründet. Alleiniger Geschäftsführer war Moos. Um die damit größeren Produktionsmengen erreichen zu können, wurde im Juni ein weiteres Grundstück in Kornwestheim für den Bau einer neuen Fabrik gekauft. Die Berliner Gesellschaft fungierte als Mutterfirma als dann im Juli 1906 in Stuttgart die „Salamander Schuhgesellschaft mbH“ als Tochtergesellschaft durch Jakob Sigle und Rudolf Moos angemeldet wurde. Alleiniger Geschäftsführer für Stuttgart war Sem Levy, der Bruder von Max. Ziel war es, eine feste Kooperation zwischen der Fertigung und dem Verkauf von Schuhen herzustellen. Das war ein Novum für die Zeit. Dabei verfolgten sie die Strategie, Schuhe in guter Qualität zu Einheitspreisen, die damals bei 12,50 Mark je Paar lagen, anzubieten. Fünf weitere Geschäfte folgten 1906 in anderen Großstädten Deutschlands wie beispielsweise, Dresden, Köln, Magdeburg, Hannover und Breslau. Bereits 1908 wurde das erste Salamander-Schuhgeschäft außerhalb der Grenzen Deutschlands eröffnet. Doch der schnelle Aufstieg und die geschäftlichen Erfolge führten zu Streitigkeiten zwischen den Geschäftspartnern und so übernahm „J. Sigle & Cie“ zum 1. Januar 1910 das gesamte Unternehmen. Max Levi baute daraufhin ein eigenes Filialnetz auf, das bald 26 Geschäfte umfasste. 1916 wurde das Unternehmen in eine AG umgewandelt und es erfolgte der Zusammenschluss der vier Geschäftsbereiche, Fabrikation in Kornwestheim, Fabrikation in Türkheim (1917), Vertriebsgesellschaft in Stuttgart (1906) und Berlin (1905).
Jakob Sigle und sein jüngerer Bruder Ernst waren als Inhaber sowie Aufsichtsratsvorsitzender und dessen Stellvertreter zusammen mit dem Generaldirektor Alexander Haffner, beginnend mit dem Jahr 1932, hauptverantwortlich für die Übernahme der Anteile der jüdischen Gesellschafter der Salamander AG.
Sigle engagierte sich auch sozialpolitisch, indem er 1905 die Arbeitszeit auf 53 Wochenstunden herabsetzte und ab 1912 als erster Schuhfabrikant Deutschlands für seine Beschäftigten eine Woche bezahlten Urlaub einführte.